# Saint-Étienne-du-Vauvray
Pour les articles homonymes, voir Saint-Étienne (homonymie).
Saint-Étienne-du-Vauvray est une commune française située dans le département de l'Eure, en région Normandie.

## Géographie

### Localisation
|              | Le Vaudreuil             |                        |
| Val-de-Reuil | Saint-Étienne-du-Vauvray | Val-de-Reuil (enclave) |
|              | Saint-Pierre-du-Vauvray  |                        |

### Hydrographie
La commune est située dans le bassin Seine-Normandie. Elle est drainée par la Morte Eure,.

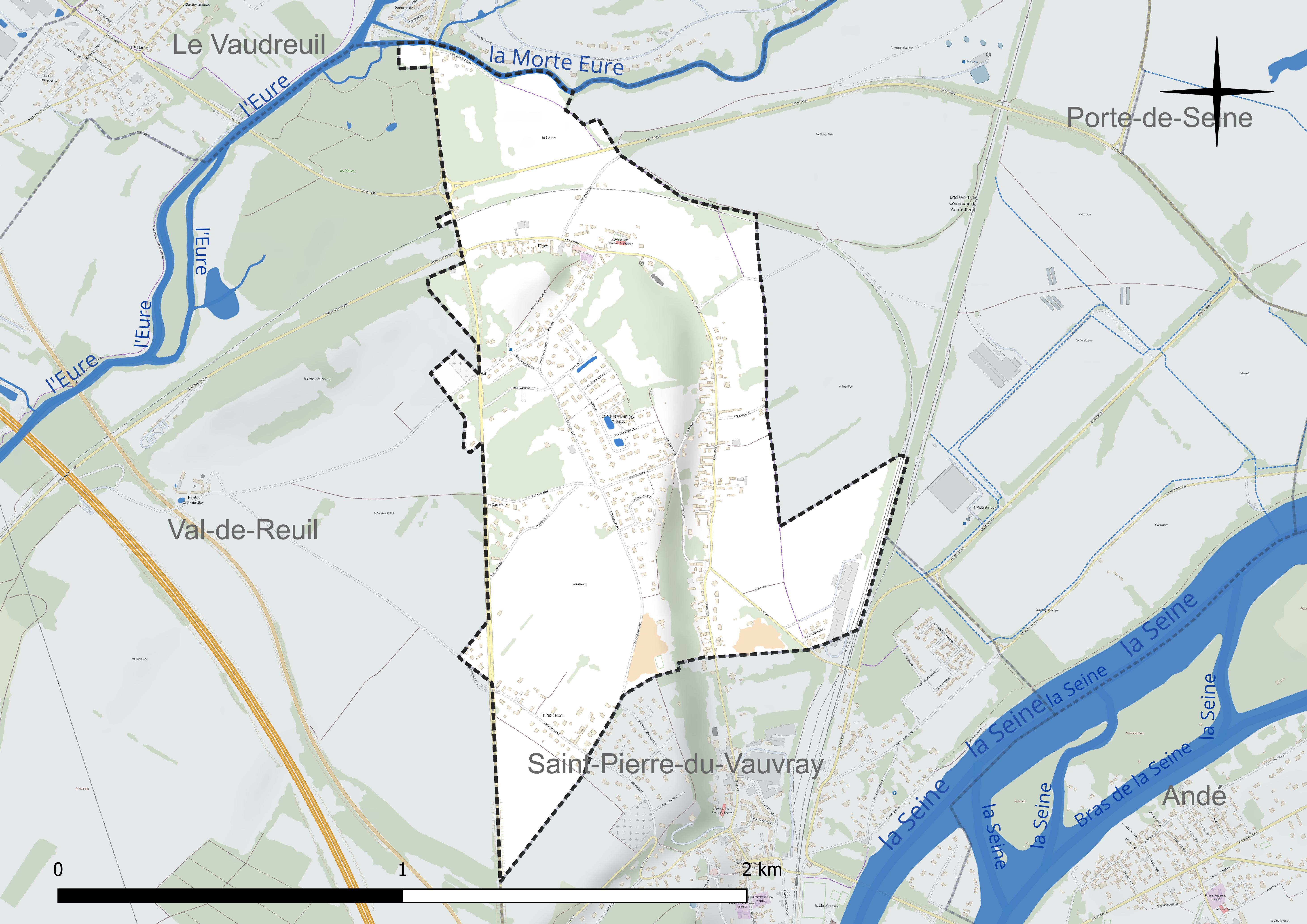
Réseau hydrographique de Saint-Étienne-du-Vauvray.

### Climat
Pour des articles plus généraux, voir Climat de la Normandie et Climat de l'Eure.
En 2010, le climat de la commune est de type climat océanique dégradé des plaines du Centre et du Nord, selon une étude du CNRS s'appuyant sur une série de données couvrant la période 1971-2000. En 2020, Météo-France publie une typologie des climats de la France métropolitaine dans laquelle la commune est exposée à un climat océanique et est dans la région climatique  Côtes de la Manche orientale, caractérisée par un faible ensoleillement (1 550 h/an) ; forte humidité de l’air (plus de 20 h/jour avec humidité relative > 80 % en hiver), vents forts fréquents. Parallèlement le GIEC normand, un groupe régional d’experts sur le climat, différencie quant à lui, dans une étude de 2020, trois grands types de climats pour la région Normandie, nuancés à une échelle plus fine par les facteurs géographiques locaux. La commune est, selon ce zonage, exposée à un « climat des plateaux abrités », correspondant aux plaines agricoles de l’Eure, avec une pluviométrie beaucoup plus faible que dans la plaine de Caen en raison du double effet d’abri provoqué par les collines du Bocage normand et par celles qui s’étendent sur un axe du Pays d'Auge au Perche.
Pour la période 1971-2000, la température annuelle moyenne est de 11,3 °C, avec  une amplitude thermique annuelle de 14,3 °C. Le cumul annuel moyen de précipitations est de 731 mm, avec 11,5 jours de précipitations en janvier et 8 jours en juillet. Pour la période 1991-2020, la température moyenne annuelle observée sur la station météorologique la plus proche, située sur la commune de Louviers à 5 km à vol d'oiseau, est de 11,8 °C et le cumul annuel moyen de précipitations est de 719,5 mm,. Pour l'avenir, les paramètres climatiques de la commune estimés pour 2050 selon différents scénarios d’émission de gaz à effet de serre sont consultables sur un site dédié publié par Météo-France en novembre 2022.

## Urbanisme

### Typologie
Au 1er janvier 2024, Saint-Étienne-du-Vauvray est catégorisée ceinture urbaine, selon la nouvelle grille communale de densité à 7 niveaux définie par l'Insee en 2022.
Elle est située hors unité urbaine. Par ailleurs la commune fait partie de l'aire d'attraction de Louviers, dont elle est une commune de la couronne,. Cette aire, qui regroupe 44 communes, est catégorisée dans les aires de 50 000 à moins de 200 000 habitants,.

### Occupation des sols
L'occupation des sols de la commune, telle qu'elle ressort de la base de données européenne d’occupation biophysique des sols Corine Land Cover (CLC), est marquée par l'importance des territoires agricoles (59,5 % en 2018), en diminution par rapport à 1990 (63,9 %). La répartition détaillée en 2018 est la suivante : 
terres arables (43,8 %), zones urbanisées (37,2 %), zones agricoles hétérogènes (15,7 %), forêts (2 %), espaces verts artificialisés, non agricoles (1,3 %). L'évolution de l’occupation des sols de la commune et de ses infrastructures peut être observée sur les différentes représentations cartographiques du territoire : la carte de Cassini (XVIIIe siècle), la carte d'état-major (1820-1866) et les cartes ou photos aériennes de l'IGN pour la période actuelle (1950 à aujourd'hui).

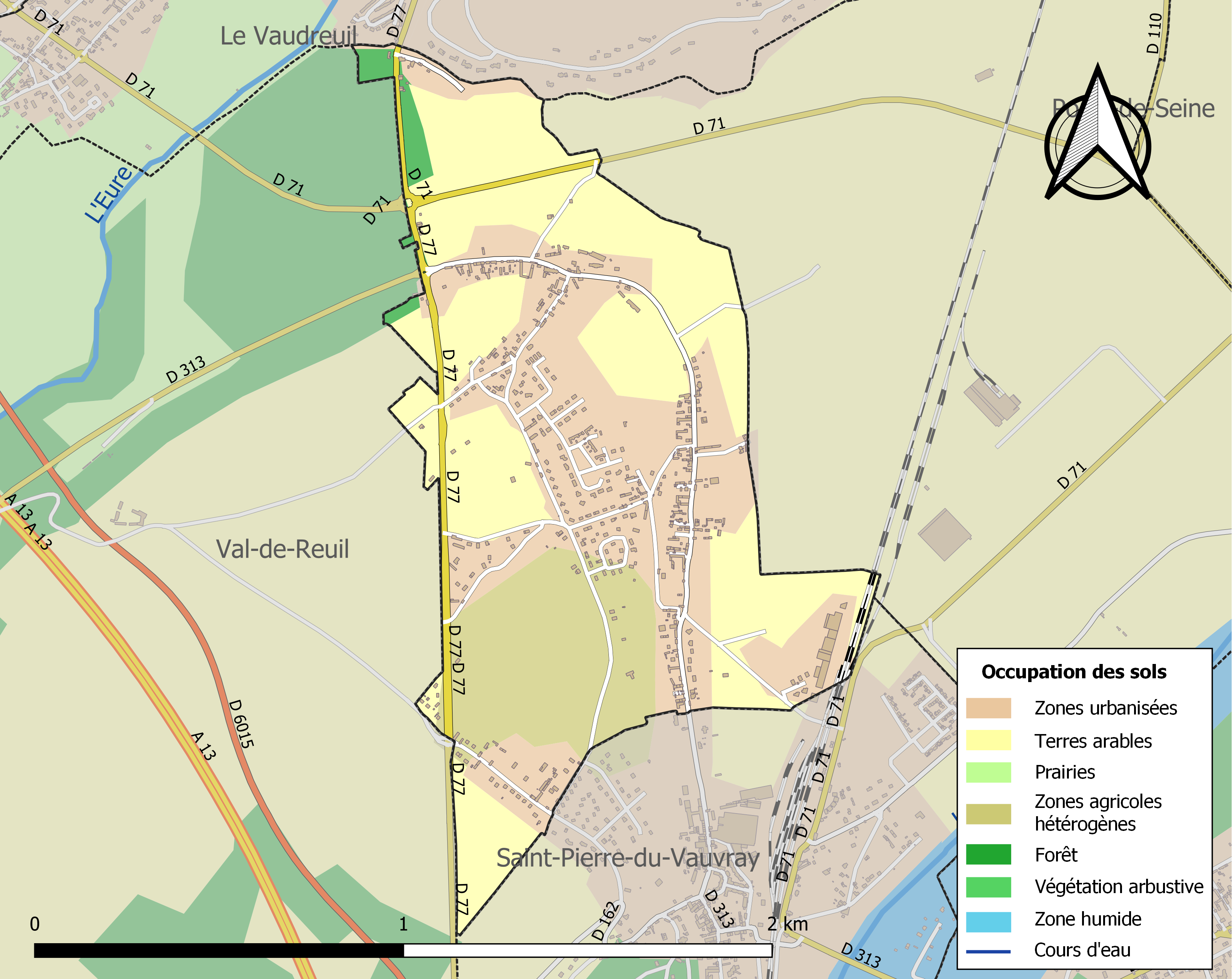
Carte des infrastructures et de l'occupation des sols de la commune en 2018 (CLC).

### Voies de communication et transports
Le sentier de grande randonnée 2 (GR2) passe par la commune.

## Toponymie
Le nom de la localité est attesté sous les formes Sanctus Stephanus in villa Rotogivilla en 1006 (charte de Richard II),.
Saint-Étienne est un hagiotoponyme, son église paroissiale est dédiée à saint Étienne.
Vauvray (Le), était un vaste domaine partagé en deux paroisses, Saint-Étienne et Saint-Pierre-du-Vauvray.
Vauvray attesté sous les formes Wavrei entre 996 et 1026; Waurei et Wavrei vers 1012 (charte de Richard II) ; Gavray vers 1196 (charte de Richard Cœur de Lion) ; Guavereium en 1198 (Neustra pia) ; Wauvrayum vers 1200 (cartulaire de Bonport) ; Gavereium en 1204 (M. R. et cartulaire normand de L. Delisle) ; Gavereium en 1249 (cartulaire de Bonport) ; Vouvray en 1382 (lettres de rémission de Charles VI), est un toponyme dérivant du gaulois vabero (« ruisseau »).

## Histoire
- 1er janvier 1973 : Le Vaudreuil ville nouvelle, futur Val de Reuil est créée à partir de parcelles de huit communes dont Saint-Étienne-du-Vauvray.
- 28 septembre 1981 : Val-de-Reuil est érigée en commune

## Politique et administration
| Période                                  | Période  | Identité                    | Étiquette | Qualité                                                |
| ---------------------------------------- | -------- | --------------------------- | --------- | ------------------------------------------------------ |
| Les données manquantes sont à compléter. |          |                             |           |                                                        |
| ca 1955                                  | 1979     | Anne-Marie Dugué-Mac Carthy | MRP-DVD   | Conseillère générale du canton de Louviers (1951-1958) |
| Les données manquantes sont à compléter. |          |                             |           |                                                        |
| avant 1988                               | 1995     | Raoul Duthil                |           |                                                        |
| 1995                                     | 2001     | Daniel Dugord               |           |                                                        |
| mars 2001                                | 2008     | Martine Lepelleux           |           |                                                        |
| mars 2008                                | 2020     | Dominique Delafosse         |           |                                                        |
| 2020                                     | en cours | Éric Lardeur                | DVG       |                                                        |
| Les données manquantes sont à compléter. |          |                             |           |                                                        |

## Démographie
L'évolution du nombre d'habitants est connue à travers les recensements de la population effectués dans la commune depuis 1793. Pour les communes de moins de 10 000 habitants, une enquête de recensement portant sur toute la population est réalisée tous les cinq ans, les populations de référence des années intermédiaires étant quant à elles estimées par interpolation ou extrapolation. Pour la commune, le premier recensement exhaustif entrant dans le cadre du nouveau dispositif a été réalisé en 2007.

En 2022, la commune comptait 890 habitants, en évolution de −1,44 % par rapport à 2016 (Eure : −0,25 %, France hors Mayotte : +2,11 %).
| 1793 | 1800 | 1806 | 1821 | 1831 | 1836 | 1841 | 1846 | 1851 |
| ---- | ---- | ---- | ---- | ---- | ---- | ---- | ---- | ---- |
| 505  | 459  | 415  | 482  | 495  | 463  | 487  | 497  | 513  |

| 1856 | 1861 | 1866 | 1872 | 1876 | 1881 | 1886 | 1891 | 1896 |
| ---- | ---- | ---- | ---- | ---- | ---- | ---- | ---- | ---- |
| 502  | 512  | 542  | 540  | 535  | 511  | 567  | 565  | 541  |

| 1901 | 1906 | 1911 | 1921 | 1926 | 1931 | 1936 | 1946 | 1954 |
| ---- | ---- | ---- | ---- | ---- | ---- | ---- | ---- | ---- |
| 566  | 560  | 570  | 534  | 524  | 540  | 534  | 542  | 559  |

| 1962 | 1968 | 1975 | 1982 | 1990 | 1999 | 2006 | 2007 | 2012 |
| ---- | ---- | ---- | ---- | ---- | ---- | ---- | ---- | ---- |
| 592  | 643  | 638  | 613  | 680  | 688  | 704  | 706  | 825  |

| 2017 | 2022 | - | - | - | - | - | - | - |
| ---- | ---- | - | - | - | - | - | - | - |
| 882  | 890  | - | - | - | - | - | - | - |

## Culture locale et patrimoine

### Lieux et monuments
- église Saint-Étienne[24]. Le diocèse catholique d'Évreux en est l'affectataire par l'intermédiaire de la paroisse "Père Laval - Louviers - Boucle de Seine" qui dessert cette église.
- manoirs de la Basse[25] et de la Haute-Crémonville[26], ce dernier étant  Inscrit MH (1978)[27]
- pont[28],[29].
- menhir de la Basse Crémonville  Classé MH (1927)[30].
- château du Nouveau-Monde[31], au style baroque (seconde moitié du XIXe siècle).
- château (32, rue Nationale)[32], de style classique. Construit au XIXe siècle à flanc de coteau, la demeure comporte un pavillon central à deux étages dont un comble, flanqué de deux ailes rajoutées. Visible de la rue, la façade est marquée par deux œils de bœuf. Le parc à l'entour est d'une superficie de 1,1 ha. Le château est à l'abandon depuis plus de dix ans. Un transfert de propriété semble avoir lieu fin 2022[33].
- mairie-école des années 1880 par l'architecte Georges-Paul Roussel[34].
- hostellerie Saint-Pierre.

### Personnalités liées à la commune
- Pierre Rothé, pongiste

### Héraldique
| Blason de Saint-Étienne-du-Vauvray | Blason  | Bandé d'or et de gueules de huit pièces, à l'arbre arraché de sinople brochant sur le tout. |
| Blason de Saint-Étienne-du-Vauvray | Détails | Brevet d'armoiries, 1995.                                                                   |